# Belle Plaine (Saskatchewan)
Pour les articles homonymes, voir Belle Plaine.
Belle Plaine est un village situé dans le centre-sud la province de Saskatchewan. Elle est distante de 44 km, à l'ouest, de Régina la capitale provinciale. Le village est enclavé dans la municipalité rurale de Pense, à proximité de la zone industrielle et minière de Belle Plaine .

## Économie
La zone industrielle et minière située au nord-est de la municipalité comprend :
- Une importante mine de potasse exploitée par la Mosaic Compagny, une société américaine.
- Une usine d'engrais azoté appartenant à Yara, une société norvégienne. Cette unité de production, date de 1992, créée conjointement par Cargill et le gouvernement provincial et revendue à Yara en 2008.
- Une usine de production d'éthanol : Co-op ethanol Complex, en production depuis 2008, anciennement Terra Grain Fuels. La production se fait à partir de la fermentation de céréales, elle atteint jusqu'à 150 millions de litres d'éthanol. Les coproduits du processus de distillation servent à fabriquer des aliments pour bétail[1],[2],[3],[4].

## Géographie
La commune s'étend sur une superficie réduite de 135 ha sur la route transcanadienne 1 qui la relie à Régina située 44 km à l'est et à Moose Jaw, 29 km à l'ouest. La route 642 la relie au nord à la vallée Qu'appelle et à Bethune, 42 km au nord.

## Démographie
| 1991 | 1996 | 2001 | 2006 | 2011 | 2016 | 2021 |
| ---- | ---- | ---- | ---- | ---- | ---- | ---- |
| 80   | 64   | 70   | 64   | 66   | 79   | 85   |